# Der rasende Roland (Film)
Der rasende Roland ist eine Liebeskomödie des Fernsehens der DDR aus dem Jahr 1977.

## Handlung
Lokführer Roland Diesler ist bei allen Frauen an der Bahnstrecke Argenstein–Kummerstadt sehr beliebt, er hat diverse Liebschaften und Affären in den einzelnen Bahnhöfen. Er hupt ständig, wenn er von seiner Lok eine seiner Geliebten sieht. Sein Freund und Kollege Walter plant für ihn im Kalender seine abendlichen Termine. Eines Tages entdeckt er wieder eine junge und gut aussehende Blondine, die neuerdings Aufsicht in einem kleinen Bahnhof ist. Als er den Bahnhofsvorsteher Bünau darauf anspricht, stellt sich heraus, dass es dessen Tochter ist. Nach kurzer Hinhaltephase werden beide ein Liebespaar, was den jeweiligen Vätern allerdings nicht gefällt.
Da Rolands Vater auch bei der Bahn arbeitet, finden die beiden Väter Möglichkeiten, das junge Paar zu trennen. Roland wird auf den nachmittäglichen Eilzug nach Ost-Berlin eingesetzt, wo Roland übernachten muss und Schichten werden getauscht. Nichts half, die Liebe ist größer – Roland vergisst sogar seine anderen Liebschaften. Nun überwerfen sich die beiden Väter: So wird der Dackel des anderen nicht gedeckt. Außerdem wird die Damenhandballmannschaft einer BSG aus einem anderen Bezirk unterstützt, um die Tabellensituation zu beeinflussen. Als Rache dafür wird ein anschließender Betriebsausflug sabotiert, in dem der Reisebus nachts abbestellt wird und die andere BSG den Rückweg von rund 20 km bei strömendem Regen zurücklegen muss.
Zum Schluss gibt es aber doch ein Happyend: Die beiden heiraten und bekommen Zwillinge, die beiden Handballmannschaften fusionieren und sogar die beiden Dackel haben sich lieb.

## Produktion
Die Außenaufnahmen wurden im Bahnhof Belzig und auf der Brandenburgischen Städtebahn gedreht. Die im Film gezeigte Lok 118 076-9 war vom Betriebswerk Roßlau und bespannte den Eilzug Aschersleben–Dessau–Belzig–Berlin, so wie er 1977 auch im Plandienst gefahren ist. Die zu Anfang des Filmes zu sehende Lok 110 092-4 im Film war vom Bw Seddin – diese Aufschrift ist auch zu sehen – geliehen, aber die Personenzüge mit den Rekowagen sahen im Plandienst so aus wie im Film.
Der im Film genannte Bahnhof Argenstein ist der Bahnhof Wiesenburg (Mark), der Endpunkt Bahnhof Kummerstadt ist der Bahnhof Belzig. Man sieht dabei die Städtebahnseite des Bahnhofs. Ebenfalls zu sehen sind die Haltepunkte Krahne und Drewitz, Dahnsdorf in Richtung Niemegk. Zwei Szenen handeln in Berlin Ostbahnhof, der restliche Film wurde auf der Strecke von Rosslau–Belzig–Seddin gedreht, als die Strecke noch eingleisig war.
Als Schlusslied erklingt Niemand liebt Dich so wie ich aus Lehárs Operette Paganini gesungen von Manfred Krug.
Die Erstausstrahlung erlebte der Film am 12. Juni 1977 zur Hauptsendezeit im 1. Programm des DDR-Fernsehens. Der Film wurde nach der Wiedervereinigung noch mehrmals im Fernsehen wiederholt.